# Grupo de Encuentro y Reflexión Gay Aguacatal
Grupo de Encuentro y Reflexión Gay Aguacatal es un colectivo de hombres gays, perteneciente al sector LGBTI de la ciudad de Cali, en Colombia, fundado hacia marzo de 2001, en el barrio Aguacatal, inicialmente formado por un grupo de amigos quienes se reunían para debatir diversos temas que tenían que ver con la vida. 
Actualmente, el grupo hace parte de la Mesa LGBTI de Cali, y cuenta con el respaldo de oficinas y secretarías a nivel local como la de Equidad de Género de la Gobernación del Valle del Cauca. El grupo se ha encargado de defender los derechos humanos de las personas con una orientación sexual diversa. Semanalmente, los temas abordados en las reuniones del grupo son parte de la reflexión que despierta el ser gay en una ciudad y un país tradicionalmente machistas, como es el caso de Colombia. Las reuniones se desarrollan los días sábados en la llamada Sede Alterna, en casa de Andrés Acevedo (fundador) y su pareja sentimental, Martín Giraldo.

## Historia y evolución
A partir de una actividad compartida entre amigos gays cercano a Andrés Acevedo y Carlos Arango, se dispuso el acuerdo de formalizar un espacio para la discusión de diversos temas que tuvieran que ver con las diversas preocupaciones del sector LGBTI, pero como la mayor parte de los participantes eran hombres homosexuales, se constituyó con el nombre de Grupo de Encuentro y Reflexión Gay Aguacatal. Tras el éxito que tuvo la idea, y la acogida tan grande, se formalizó como un grupo adherido a diversas organizaciones de derechos humanos, particularmente en pro de los derechos de la comunidad LGBTI en Colombia. Las reuniones se desarrollaron durante los tres primeros años en La Mezquita, perteneciente al domicilio de Carlos Arango Calad, cuyo mayor atractivo era lo amplio del espacio, pero la lejanía que representaba el barrio Aguacatal para la mayoría de los integrantes, de la periferia urbana  hizo que las reuniones fueran disminuyendo la cantidad de participantes. Tras la propuesta de trasladar las reuniones a una sede alterna más accesible en cuanto al transporte, Andrés Acevedo propuso ceder su espacio, su nueva adquisición: una casa tradicional ubicada en el histórico sector del barrio San Antonio.
A partir de 2004, las reuniones se desenvolvieron casi que enteramente en la Sede Alterna y excepcionalmente en La Mezquita. Los "aguacataleños", como se les conocía en ese entonces a los integrantes del colectivo, eran hombres homosexuales, profesionales o estudiantes, que oscilaban entre los 18 y 70 años de edad. Hacia el 2008 se creó una nueva sede, llamada "Sala Privada", en el domicilio de Jaime Andrés Mosquera, ubicada en el barrio Versalles, en el edificio María del Carmen, sobre la Avenida de las Américas, la cual pretendía ser el espacio exclusivo para la proyección de las películas programadas. En 2009, como parte de la política de inclusión del alcalde de turno, Jorge Iván Ospina, se le asignó al Grupo de Encuentro y Reflexión Gay Aguacatal un espacio en la Biblioteca Centenario, compartido con el colectivo LGBTI Quirón, con una dinámica de intercalarse su uso. 
En el año 2011, Aguacatal celebra sus primeros 10 años de vida, de abrir un espacio de aprendizaje, de compartir experiencias y tener otras visiones de la vida homosexual, y todas las aristas que esta conlleva.

## Dinámica
En los primeros años, las reuniones del Grupo de Encuentro y Reflexión Gay Aguacatal se desarrollaban cada 15 días, y los temas eran propuestos en el transcurso de aquellas dos semanas de espera. Tras de plantearse la propuesta de programar las reuniones semestralmente, estas se seguían llevando a cabo cada 15 días, menos los fines de semana que contaran con Puente festivo, puesto que era posible que algunos miembros decidieran salir de la ciudad o se dedicaran al descanso. Con el paso del tiempo, las dinámicas del grupo llegaron a atraer a muchos más personajes, entre estudiantes universitarios y visitantes foráneos, y se decidió que los encuentros se llevaran a cabo cada 8 días, y se extendió la programación. Muchas de las temáticas, sino la mayoría, tenían que ver con cine LGBT, también se acordó que se vieran las películas cada 15 días, y cada 15 días un tema. La programación siempre se coordinaba en los últimos días de enero, tras unas vacaciones largas, o a finales de agosto, cuando iniciaba el segundo semestre.
En estas fechas de programación, se lanzaban propuestas de temas y películas, se tomaba nota y alguien se responsabilizaba del desarrollo total de la actividad. Dado que en algún momento se dejaron temas sin llevar a cabo, se estableció que las personas que quisieran tratar una temática tenían que comprometerse, teniendo en cuenta que, en su defecto, se tratara de un miembro veterano del grupo.
En el año 2008, las actividades de Aguacatal eran publicadas en el blog oficial del grupo y también a través de su red social en Facebook, llegando la información a muchas más personas de las que se estaba acostumbrado. Incluso, el número de asistentes al grupo Aguacatal se incrementó por la publicación de las actividades los días viernes a través del diario de circulación gratuita ADN. Por motivos de seguridad, y teniendo en cuenta algunos crímenes de odio hacia personal gay, particularmente cercanos al colectivo, se instauró la norma que los nuevos integrantes deben ser invitados por los antiguos miembros, o haberse comunicado previamente vía telefónica o a través de un correo electrónico.

## Imagen corporativa
El Grupo de Encuentro y Reflexión Gay Aguacatal no contaba con una imagen corporativa definida, hasta que en 2008, gracias al ingenio del diseñador gráfico Jaime Andrés Mosquera, se desarrolló un logo cuyas letras constan de un color verde turquesa profundo, y una bandera gay al lado derecho del mismo nombre.[cita requerida]
Esta imagen ha sido difundida a través de los medios del grupo, como su blog oficial, su red social a través de Facebook, como en los videos producidos para el colectivo, así como páginas de internet que recopilan la información de los grupos LGBTI en Colombia, como el portal Guía gay Colombia.[cita requerida]
La comunidad LGBTI de la ciudad también reconoce la imagen corporativa por la participación del colectivo en las marchas celebrando el Día Internacional del Orgullo LGBT.[cita requerida]

## Reuniones y temáticas
Las reuniones de mayor impacto que se han desarrollado en el espacio del Aguacatal como grupo LGBTI son las siguientes:[cita requerida]
- Leyendas urbanas sobre gays
- Los gays y el deporte
- Los trans y la endodiscriminación
- El Philebo de Platón
- Cine manga y cómics
- Taller escritura erótica homo
- Negritudes y sexualidad
- Proceso de selección y vinculación laboral y los gays
- Ser activo, ser pasivo
- Los gays y sus madres
- Política para los gays
- Historia de sitios de ambiente en Cali
- Teoría queer
- Natura y contranatura
- Religiones y el sector LGBTI
- Pornografía y la práctica del "Bareback"
- El espinoso tema LGBTI en la TV colombiana
- Salud sexual para mujeres lésbicas
- Porno – Internet para Dummies Gay
- Salud sexual para hombres que tienen sexo con hombres
- Dibujos e ilustraciones gay
- Taller vivencial Caricias y Caricias II
- Taller Vivencial “La Injuria”
- Exposición colectiva “Personajes Gay, Maricones Eminentes, Marimachos Notables e Invertidos Célebres”
- ¿Homosexualidad vs. lesbianismo?
- Crianza homoparental
- Autoestima, suicidio y homosexualidad
- Las relaciones afectivas gay
- El ABC de las diversidades
- Periodismo y homosexualidades
- Concurso ¿Quién quiere ser el más GAY?
- Sexualidad y amor
- Paralelo comunidades GAY Occidente/Oriente
- Humor GAY